# エリアコードドラマ
「エリアコードドラマ」は、1994年から1996年にかけて地域限定で放送されたテレビドラマ諸作品の総称。

## 概要
ソニー・ミュージックの新レコードレーベル・アンティノスレコードが、楽曲の新しいプロモーションの手段として始めた企画ネット番組形式のプロジェクトであり、地方局のエリア限定で放送するという希少性や地域密着性をセールスポイントとし、アンティノス所属歌手の楽曲を主題歌に使いPRする狙いで制作された。表題の数字（011、025、098等）は、その番組を放送する放送局の本社の所在地（市）の市外局番にちなんでいる。
出演者は東京で活動する全国区のタレントが中心であったが、全放送回で地元でオーディションを行い、準主役クラスで出演のチャンスが与えられていた。北海道テレビ放送の『TV局物語 今にみてろ』は当時大学生であり、エキストラとして出演した、後のTEAM NACSの大泉洋と森崎博之のテレビドラマ初出演作である。また、沖縄テレビ放送の『青い夏』はオーディションで選ばれた仲間由紀恵のデビュー作である。

## 放送作品一覧

### エリアコードドラマ011
北海道テレビ（HTB）で毎週金曜深夜23:30-土曜未明0:00に放送された。
- チャイナ飯店（1994年7月2日-9月24日）全12回 出演：きたろう、飯島直子、中野英雄、デビット伊東[2]
- オレたちは風（1994年10月7日-12月23日）全12回 出演：柳沢慎吾、高橋里華、菅原加織、木根尚登
- アロハ暖房（1995年1月13日-3月31日）全12回 出演：中野英雄、高知東急、きたろう[3]
- 留萌交番日記'95春（1995年4月7日-6月23日）全12回 出演：中野英雄、飯島直子、山田吾一、村上淳、沖直美、嶋田久作、大河内浩
- TV局物語 今にみてろ（1995年7月7日-9月29日）全12回 出演：ヒロミ、ローリー寺西、中村繁之、高知東急、田代まさし[4][注釈 1]
- BUS STOP（1995年10月6日-12月22日）全12回 出演：小川信行、古柴香織、諸星和己、竹下宏太郎

### エリアコードドラマ025
新潟テレビ21（NT21）で毎週金曜深夜23:25-23:55に放送された。
- 雪の上で好きと言って（1995年1月6日-3月24日） 出演：小松千春、袴田吉彦、若林志穂

### エリアコードドラマ052
名古屋テレビ放送（NBN、メ～テレ）で毎週火曜深夜23:25-23:55に放送された。
- やさぐれ天使（1994年9月- ）全8回 出演：加藤久美子、久川徳明
- あぶない天使（1994年）全11回 出演：鳥越マリ、川合千春、西野妙子
- 不倫の法則（1995年2月-3月）全12回 出演：杉本彩、松田朗、吉田真由子、古賀亘
- 天使のパドリング 全7回
- 世にも不幸な女たち（1995年7月18日-9月5日）全8回 出演：田中律子、高橋里華、辺見えみり、吉野公佳
- あなたには抱かれたい（1995年9月26日-12月26日）全11回 出演：田中美奈子、白島靖代、岩間さおり
- レンタル家族（1996年1月- ） 出演：泉直子

### エリアコードドラマ054
テレビ静岡で毎週土曜未明0:20-0:50に放送された。
- Alice 6（1995年4月15日-7月1日）全12回 出演：小嶺麗奈、清水由美子、岡田智子、藤本愛子、宮原祥子、森川友紀子（いずれも当時スペースクラフト所属だったモデル）

### エリアコードドラマ06
MBSで毎週土曜未明0:20-0:50に放送された。
- CRANE 突然の訪問者（1995年4月8日-6月24日）全12回 出演：鈴木杏樹、宇崎竜童、岡田義徳
- FM999 真夏のレディオガール（1995年7月-9月）全12回 出演：奥山佳恵、遠山景織子、伊藤美奈子
- 異人館通りの聖夜（1995年10月7日-12月23日）全12回 出演：大江千里、大路恵美
- CALL ME!暗闇にベル（1996年1月13日-3月23日）全12回 出演：黒谷友香、中上雅巳

### エリアコードドラマ092
福岡放送（FBS）で毎週木曜深夜に放送された。
- ESP/RUN 超能力少女は見た（1994年10月6日-12月22日）全12回 出演：香坂みゆき
- ブラザー 出演：演戯集団ばぁくう
- ハレルヤハウス3-15（1995年1月12日-3月30日）全12回 出演：藤谷美紀、八木小織
- 花吹雪ヤンママ温泉（1995年4月6日-6月29日）全13回 出演：水野美紀、大沢樹生
- 彼女と見たい恐い話（1995年7月- ）各2話・全10回 出演：篠原涼子「真夜中のクラス会」、榊原利彦「きもだめし」、櫻井淳子「あなたなのね」、遠野凪子「ともだちよね」、中上雅巳「穴」
- モテる女はつらいぜ!（1995年10月- ）全11回 出演：秋本奈緒美、羽場裕一

### エリアコードドラマ096
熊本放送（RKK）で放送された。
- Virgin Kiss（1994年7月-9月） 出演：網浜直子、小嶺麗奈

### エリアコードドラマ098
沖縄テレビ（OTV）で毎週木曜深夜に放送された。
- 青い夏（1994年10月13日-12月29日）全12回 出演：飯島直子、山本太郎、仲間由紀恵

## テーマソング

### オープニングテーマ
- 「24時間さかさまで」Never Ending Story（1994年夏）
- 「絶対に逢いたくなる」高橋里華（1995年1月〜）
- 「夜の帰り道」Coney Island Jellyfish（異人館通りの聖夜）

### エンディングテーマ
- 「BABY BODY BEAT」B☆KOOL
- 「夜の帰り道」Coney Island Jellyfish（Alice 6）
- 「R134海沿いのレースウェイ」高橋里華
- 「だってMuchacha」Never Ending Story（1995年7月〜）
- 「LESS THAN ZERO」THE MODS（異人館通りの聖夜）

### 挿入歌
- 「涙の理由を ('94 Mix)」伊藤銀次（1994年夏）